# とっぴんぱらりの風太郎
『とっぴんぱらりの風太郎』 は、日本の作家である万城目学の小説。第150回直木三十五賞候補作品。2014年第11回本屋大賞5位。

## 概要
万城目学初の歴史小説である。本作の結末がプリンセス・トヨトミの大阪国が生まれた原因となっている（但しプリンセス・トヨトミでは原作、映画とも抜け穴を走って逃げられる年齢の男児、本作では生まれたばかりの女児である）。

## あらすじ

### 第一章
伊賀の国。柘植屋敷が火災で無くなってから三か月。忍びの風太郎は仲間の黒弓とともに、訓練で上野城の天守に潜入する。その際に天守の壁に傷をつけて殿である藤堂高虎の怒りを買ってしまい、鉄砲で撃たれそうになったところを堀に逃げ込む。しかも天守に潜入した際、門番に打ち込んだしびれ薬の使い方を間違えたために門番が死んでしまい騒ぎになってしまう。世話役の義左衛門は二人が死んだと高虎に報告し、二人を密かに伊賀から逃す。行くあてのない風太郎は近江を経由して京を目指すことにする。

### 第二章
伊賀を追い出されてから一年半。風太郎は吉田山の麓に居を構えていた。そこへ久しぶりに黒弓が訪ねてくる。黒弓は義左衛門から頼まれて、産寧坂のひょうたん屋・瓢六に行くよう言付けをしに来たのだ。翌日、黒弓の頼みで一緒に京を一周する。その途中北野天満宮の近くでけんかに遭遇する。けんかを売られたかぶき者・月次組の残菊が一瞬の内に相手の腕を切断したのを見て、忍びだと確信する。
その夜、用を足していると因心居士と名乗る老人が現れる。何故か義左衛門からの頼みを知っていて、一緒にこの袋も運ぶようにと渡す。挑発されて因心居士に襲いかかるが、あっさり因心居士にやられそのまま倒れてしまう。翌朝、黒弓に起こされると古ぼけたひょうたんを握っていた。因心居士が置いていった袋に入った箱を開けると大きな蛾の死体が入っていた。黒弓がくしゃみをした拍子に落として蛾の体が割れ、体内に詰め込まれていた粉を吸い込んでしまう。

### 第三章
風太郎と黒弓が瓢六に行くと、そこの店主・瓢六は昨日風太郎を倒した因心居士だった。警戒するが瓢六は何事もなかったかのように対応するので戸惑う。黒弓と別れて自宅に戻ると、古ぼけたひょうたんが部屋の真ん中に置かれていた。捨てようかと思った時、不思議な感覚に襲われる。
それからしばらくして、瓢六で働く娘・芥下が訪ねてくる。しかし芥下は因心居士と名乗り、先日頼んだ袋を瓢六に持っていかなかった事をなじられる。再び因心居士に襲い掛かるが、やはりあっさりと倒されてしまう。倒れる寸前、「ひょうたんを育てて、儂を大坂の果心居士のもとへ連れていけ」と謎の言葉を残す。
その二日後、また芥下が訪ねてきて警戒するが、芥下は先日の事について話しても全く覚えていないような対応をし、ひょうたんを育てるようにと種を渡す。興味を持った黒弓も一緒に育てる事にする。一か月後瓢六にひょうたん栽培の手間賃をもらいに訪ねると、瓢六に近くのお寺へのおつかいを頼まれる。お寺に入ると女衆の中に柘植屋敷の仲間・常世を見つける。

### 第四章
店に戻った風太郎は、芥下から今行ったお寺はねねのお寺である高台寺だと聞かされる。家に帰ると壁にかけておいたひょうたんが部屋の真ん中に置かれていた。ひょうたんを掴んだ途端にひょうたんが話し出す。驚いて中をのぞき込むとひょうたんの中に吸い込まれてしまう。
五月に入ったある日、常世が訪ねてくる。人気のないところまで連れていかれ、突然襲い掛かってくる。勝負はほぼ互角だったが、次会う時までにもっと鍛えておくよう言い渡される。六月のある日、また高台寺へのおつかいを頼まれる。訪ねると庭の東屋に案内され、常世とねねが現れる。ねねは今まで京の町を一度しか歩いたことのないある貴人を祇園祭に案内するよう頼む。常世に「断れば命はない」と密かに教えられ、しぶしぶ承諾する。ねねがいなくなった後、常世は自分が大奥に入った時からねねに忍びだと見破られていた事を話す。
その三日後、非常にふくよかな若い男性の恰好をした因心居士が訪ねてくる。因心居士のひょうたんが祀られている祠に行き、因心居士がここで祀られるようになった経緯に、伊賀を壊滅させ柘植屋敷が作られる原因となった織田信長が関わっている事、元々の場所に帰るためにはもう一人の自分である果心居士に会わなければならない事を話す。
ねねとの約束の日、黒弓も連れて約束の場所に行く。そこでかぶき者の恰好をさせられ、本来の姿に戻った常世、先日因心居士が化けていた若い男性・ひさごと会う。方広寺と豊国神社を見物した後、ひさごの要望で八坂神社の坊舎で蹴鞠をする。その後敷地内の松林の道を歩いていると、月次組に因縁をつけられる。残菊にひさごを置いていけば他は見逃すと言われるが、常世に「ひさご様に万が一の事があったらねね様が黙っていない」と教えられる。高台寺で会ったねねの警護・左門も加わり、ひさごを守るために戦う四人。左門が一人で五人を片づけるが残菊の一刀でやられてしまい、残菊の強さを目の当たりにする。黒弓の火薬で目くらましをしている間に、人通りの多い南門まで辿り着き何とか逃げ切る。

### 第五章
七月になり風太郎の自宅に芥下が訪ねてくる。ひょうたんの間引きをしながら祇園祭について何か起こらなかったか探ってみるが、芥下は何の噂も聞いていないという。あれだけの騒ぎだったのに噂になっていないことを訝しがる。
八月になってから大坂に宿を移した黒弓が久しぶりに訪ねてきて、祇園祭の時にひさごにもらったある物を見せる。京では方広寺の鐘の銘文について徳川家康が怒り、それが引き金でいくさになるという噂で持ち切りだと知らされる。また、祇園祭での一件が噂になっていないのは月次組の背後にいる誰かがその件を伏せているのでは、と推測する。
黒弓が訪ねてきた四日後、祇園祭以来久々に町に出る。瓢六で芥下にひょうたんの処理方法について聞きながらいくさについて聞くが、はぐらかされる。ひょうたんの処理を手伝ってくれた近所の老女には「いくさとは気がついたら始まっているもの」と教えられる。その言葉通り九月半ばになり再び瓢六を訪ねると、戦場で使うためのひょうたんの注文が殺到していて、いくさが近い事を肌で感じる。瓢六は現在あるひょうたんを全て売ったら、いくさが終わるまで店を閉める事を決める。
そんな十月のある日、掛け金の回収に行く途中で柘植屋敷の仲間・百に会う。百は采女から風太郎を忍びに戻すように命を受けた事を語る。瓢六に戻ると義左衛門がいて、瓢六は伊賀の元忍びで既に伊賀に帰った事、芥下も伊賀で修行した忍びである事、義左衛門が瓢六に頼んで風太郎を雇った経緯を話す。義左衛門に月次組について質問すると、月次組の後ろについているのが京都所司代であることを教えられる。
その数日後、因心居士が現れる。自分が新しく宿った真新しいひょうたんを、当代一の名工に細工させるよう頼む。そんなつてもお金もないと断るが、ねねにある一言を添えて頼み、できあがったものはひさごに渡すと言えば全てがうまくいくと教えられる。

### 第六章
新月の夜、風太郎は闇に紛れて高台寺に忍び込み、ねねにひょうたんの事をある一言を添えて頼む。ねねはその事について詰問するが、最終的に本阿弥光悦への紹介状を書く。しかし翌日光悦の元に行くと、いくさが終わってからまた来るよう断られる。
十一月に入ったある日、瓢六宛てに届いた風太郎の手紙を芥下が持ってくる。その時に、芥下から自身の生い立ちを聞いて衝撃を受ける。手紙の主は黒弓で、堺に来て商売の手伝いをしてほしいという頼みだった。しかし堺の待ち合わせ場所にいたのは采女の命を受けた柘植屋敷の仲間・蝉たちで、否応なく忍びに加えられる。宿の主で伊賀の忍びである孫兵衛たち十二人は二人一組になり、采女の命によりいくさで見通しをよくするために天王寺の家々を焼き払う。風太郎は蝉と組んで焼き討ちを行うが、その最中に一軒の家の親子に見つかってしまい咄嗟に殺してしまう。
その三日後堺を発ち、大坂に向かう最中で藤堂軍に加わる。大坂到着後は後方に回される。その内に十二月を迎え、いくさが始まる。夜明けとともに藤堂軍以外の徳川方が一斉に攻撃を仕掛けるが、真田丸の攻撃に手も足も出ず大勢の犠牲を出す。藤堂軍は味方の他軍を一切助けないまま翌日になり、日が暮れてから夜討ちをする事になる。夜討ちのメンバーには堺の宿にいた忍び達が揃っているが、なぜか孫兵衛だけが見当たらない。城壁を乗り越えると戦いが始まっていた。敵か味方か分からない雑兵達に襲われるが、まともに刀も扱えないような兵ばかりで全員一撃で殺してしまう。帰還する時、蝉が持っている首について尋ねると、采女の命により城に忍び込んでいた味方を始末したと言う。また、陣地に戻ってから、先日の天王寺焼き討ちに関して家康が高虎に対し「余計な事をした」と叱ったため、孫兵衛が采女にその責任を取らされて切腹した事を知る。
その後も足軽や穴掘りに従事していると、唐突に和議が結ばれいくさが終了する。和議の条件である堀の埋め立てを終え近くの石段を上ると、小さな祠が立つ槐の下で黒弓と再会する。黒弓は一時的に堺を離れ大坂にいた時にいくさが始まり、城下から出る事ができなかったと話す。いくさの前と何ら変わらない無邪気な黒弓と比べ、いくさの間に何人もの命を奪った自分がすっかり変わってしまった事を実感する。

### 第七章
風太郎は正月の間も休まず普請に従事していた。采女に呼ばれ、最新の大坂城の絵図を自分たちの帰国までに常世に作らせるよう命じる。常世は祇園祭の襲撃の件について藤堂家が関わっていると思い、それ以降音信を絶つようになったという。どうしたら常世に会えるか黒弓に相談すると、櫛などを買って大奥に商売に行けばいいと教えられる。
早速櫛を仕入れて、黒弓とともに古参の商人の手伝いで城に入る。大奥の長に常世に会わせてもらえるよう頼むが、袖の下を渡しても頑なに受け入れられない。しかし黒弓がある物を渡すと顔色を変え、すぐに常世が呼ばれる。常世は黒弓が渡したものを見せ、城内の渡り廊下に二人を連れていく。そこでひさごが大勢の女衆や侍を連れて歩いているのを見て、ひさごの正体がこの城の主であり、亡き天下人の息子だと知る。ひさごも二人に気づき、周囲には分からないようにさりげなく声をかける。ひさごが祇園祭に行く際に二人を警護役にするため、義左衛門が黒弓に言付けするところから全て采女が仕組んだ事だと今更ながら知る。常世は内密に進んだ話ゆえ襲撃を企てたのは藤堂家だと確信していたが、京都所司代が黒幕である可能性が高いことを教える。采女に常世との話を報告すると、これからどうするのか聞かれる。風太郎は今回の事で伊賀の忍びに戻れたと思いこんでいたが、高虎に死んだと報告している以上無理だと采女に突っぱねられる。
それから六日後、藤堂軍が帰国する事が決まる。帰国前夜、蝉に采女から預かった今回の報酬を渡される。今回のいくさで他軍が無謀とも思える突撃を行って大勢の犠牲を出した理由、藤堂軍がその後夜討ちを行った理由を聞く。また、蝉は柘植屋敷を出た後小姓勤めをしていたが、忍び上がりである事を馬鹿にする同僚と喧嘩になり殺してしまったため門番に回された事を話し、伊賀が既に忍びの国では無くなってしまった事を嘆く。
藤堂軍が伊賀に帰った後もしばらく黒弓の宿に転がりこみ、二月になってようやく自宅に帰る。ひさごに化けた因心居士が現れ、片割れの持ち主はひさごである事を認める。因心居士のひょうたんを光悦の元へ持っていくと、光悦にいくさで人を殺したから顔が変わったと指摘され動揺する。久しぶりに近所の老女と会い、ずっと留守だった事を心配される。また、留守の間芥下がひょうたんを引き取っていった事を知らされる。大坂から帰っても人を殺したという自責の念に苦しめられている内に三月になる。
三月半ばになり蝉が訪ねてきて、忍びの仕事を頼む。断ろうとするが、蝉に八坂神社の坊舎に誘われついていく。坊舎で蝉がある芸妓を呼ぶと、現れたのは百だった。采女の命によりいくさ後はここで大名達の話を聞き報告していた。蝉は何人もの芸舞妓や小使たちを呼んで宴会をし、酔ったふりをしてある噂を流す。宴会が終わり坊舎を出る時に蝉が柘植屋敷の火災前夜の話をするが、何故か風太郎は全く記憶がない。百に話を振ると顔色を変えて坊舎に戻ってしまう。その時残菊と琵琶に話しかけられる。蝉は二人を挑発し、挑発に乗った琵琶にしびれ薬を打ち込む。蝉と残菊が一触即発状態になり、残菊の刀さばきについて教えた途端、残菊に祇園祭の時のひさごの警護だと見破られ背筋が凍る。幸い芸妓が出てきて場を邪魔したためその場から逃げる事ができる。
その十日後、先日の忍びの仕事代をもらいに瓢六を訪ねる。そこで蝉が広めようとした噂を月次組が大々的に流して町が大騒ぎになっていた事を知る。義左衛門は采女が風太郎を忍びに戻すつもりだと思っていたのだが、結局大変な思いをさせただけで忍びに戻れなかった事を謝罪する。その事について何とも思っていないと返す風太郎に対し、義左衛門は孫兵衛が切腹させられた事に腹を立てていると話す。そして祇園祭での一件が家康の意向と今の将軍である秀忠の考えが複雑に絡んだ出来事であった事、もしひさごを死なせていたら藤堂家の存亡に関わっていたであろう事、そして近々いくさがまた起こる事を教える。芥下にいくさの後は自分ひとりで瓢六を経営していくから手伝ってほしいと頼まれるが、自分が犯した罪について語り一緒に働けないと断る。罪を告白した事で罵られると思ったが、予想に反して「それが忍びの仕事だ」と冷静に返される。そして自分と義左衛門の関係について話し、犯した罪を後悔しているのならいつか誰かを救うように諭される。
黒弓が常世から頼まれて、祇園祭の報酬である竹流しを届けに来る。初めて見る黄金の塊に興奮するが、ひさごがこれを渡すように命じた事を知り後ろめたい気持ちになる。また、藤堂軍が既に淀に陣を張っている事を知り、いくさが既に始まっている事を知る。坊舎で月次組に会った事を話し今後の事を心配するが、町で出くわさない限り心配ないと黒弓に励まされる。しかしそれからしばらくした四月のある日、月次組に自宅で襲撃される。残菊は百に全てを吐かせた後四条の河原で殺した事を話し、常世の居場所を教えるように迫る。殺される恐怖から仕方なく大坂城にいる事を話すが、その途端残菊は風太郎を斬り、胸から噴き出す血で視界が赤く染まるのを感じながら倒れこむ。
気が付くと自宅に寝かされ百がいた。なぜ自分は助かったのか、なぜ死んだはずの百がいるのか分からないまま百に看病してもらい少しずつ回復する。襲撃の日から十日後、やっと動けるようになり、百に今までの疑問をぶつける。百はその疑問に全て答えると、突然服を脱ぎ自分の体を見るよう促す。事態が飲み込めないまま百の裸を見ると、あるべきはずのものがない事に気づく。何故それがないのか詰問すると百はある事件について衝撃の真実を語る。にわかには信じられないが、百の体からそれが事実だと認めざるを得なくなる。百を張り倒すともう二度と自分の前に現れないよう告げ、百は服を着ると無言で出ていく。

### 第八章
一人の生活が戻った風太郎は、百に対して自分を救ってくれた感謝と犯した罪に対する怒りが入り混じった複雑な感情を抱えていた。五月に入り、襲撃以来初めて水汲みに行くと、薄汚れて疲れ切った様子の黒弓が現れる。堺が焼き討ちに遭ったため、今までの蓄えを大坂のある場所に隠して身一つで逃げてきたという。いくさが終わるまで黒弓は風太郎の家に泊まることにする。
翌朝、芥下が訪ねてきて、高台寺に風太郎を連れてくるよう頼まれた事を話す。高台寺に行くと、光悦の元にひょうたんを取りに行かず放っておいたことをねねに叱責される。ねねに光悦から届けられたひょうたんを見せられ、風太郎の雇い主がこのひょうたんであることを問いただされる。何故その事を知っているのかと驚いていると、ひょうたんについて頼んだ時の言葉の秘密、そして果心居士と豊臣家の関わりについて語りだす。そして現在光悦に預けてある物を、直接ひさごに届けるよう頼まれる。最初に会った時と比べ小さくなってしまったねねの頼みを無下に断ることが出来ず、思わず承知してしまう。家康がひさごに祇園祭に行く事を許した理由について尋ねると、家康が豊臣家と交わした約束を違える事への謝罪である事、ねねは風太郎達が行く前にひさごと会って朝食を共にした事を話す。帰宅して黒弓にいくさが本格的に始まったら決着が着くまでどれくらいかかるか尋ねると三日もあれば終わると教えられ、自分にもひさごにも残された時間はほとんどない事を知る。
家康が二条城を出発した事を知り、急いでねねから頼まれた物を光悦のところへ取りに行く。光悦に中身を確かめるように言われ、箱を開けた瞬間顔から血の気が引く。ねねから大坂に届けるよう頼まれた事を話すと、光悦もこの物がどう使われるかを知り言葉を失う。途中で待っていた黒弓も中身を見ると黙り込んでしまう。二人は明日出発してひさごに会いに行く決意をする。その晩、埋めていた忍び道具を掘り返していると、瓢六の格好をした因心居士が現れる。因心居士に頼まれある儀式をすると、因心居士は果心居士を見つけたら彼がひさごに会うために力を使う事を話す。自宅に戻って横になりながら伊賀を追い出されてからの時間をぼんやりと思い浮かべ、また、現在のねねの境遇を思いある決意をする。
翌日、一旦黒弓と別れて瓢六に向かう。そこで芥下に自分以外は全員明日江戸に移る事、自分は六月まではここで商売をするが続けられなければ自分も江戸に移る事を聞かされる。義左衛門にこれから大坂に行く事を伝えると、百を大坂で見た者がいる事、その時黒弓も一緒にいた事を教えられ動揺する。もし大坂で百に会ったらもっと遠くに逃げろと伝言するように頼まれる。芥下に大坂行きを止められるが、大坂から戻ったらここで働く事、そして将来の夢を話し、店の運営資金としてひさごから貰った竹流しを渡す。芥下に必ず戻ると約束し、黒弓との待ち合わせ場所である五条大橋に向かう。

### 第九章
風太郎と黒弓は奈良から河内に入り、八尾で藤堂軍を見つける。戦死した兵の具足を手に入れ、城に着く直前で藤堂軍に紛れ込むが蝉に見つかる。義左衛門の頼みでここに紛れ込んだと誤魔化すと、蝉から自分と組むよう持ちかけられる。蝉は采女から常世を探すよう命じられていた。黒弓はひさごの側に常世がいるはずだから同じ場所を目指すものだと組む事に賛成する。
城に近づくと既に本丸から火の手が上がっていた。因心居士に正門から突破するよう指示され、因心居士の術によってできた煙の中の風の道を駆け抜け、石垣に突き刺した槍の柄を踏み台にして跳び、城壁の屋根に降り立つ。蝉に義左衛門からの指示でない事を見破られ詰問されるが、自分についてきたお陰で仲間を出し抜いて本丸に侵入できた事を指摘するとそれ以上詰問するのを止める。因心居士の指示に従い、御殿の千畳敷にたどり着くと果心居士が入ったひょうたんである豊臣家の馬印を見つける。因心居士にこのまま天守に運ぶよう指示され、天守の中に入ると炎にくべるよう指示される。火にくべた馬印が割れる音がした時、目の前に南蛮の服を来て因心居士のひょうたんを手にした異国の男が現れる。果心居士と名乗るその男に風太郎と蝉は次々と術をかけられるが、何故か黒弓だけには術が効かない。因心居士のひょうたんも火にくべると、因心居士は果心居士にひさごの場所を尋ねる。ねねに頼まれてある物を届けに行くことを話すと、果心居士はひさごのいる櫓の場所を教え三人に気を消す術をかける。ただし、黒弓だけは言葉が違うから術がその内自然に解けてしまうこと、三人とも生きているものに触れたら術が解けること、そして姿を見せたいものの前で唱える天竺の呪文を教える。因心居士、果心居士と別れひさごのいる櫓を探すため天守の屋根に登ると、ひさごがいる櫓の曲輪には残菊たち月次組がたむろしているのが見え、果心居士が自分たちに術をかけた理由が分かる。
櫓までどうやって行くか話し合う中で、黒弓に今までの因心居士や果心居士との関わりを告白する。すると黒弓も切支丹である事を告白し、「言葉が違う」という意味を理解する。果心居士の術を未だ信じられないため遠回りして櫓に向かう事を提案するが、遠回りしている間に月次組にひさごたちを殺される事を危惧した蝉によって半ば強制的に月次組の前を通る近道を行く事になる。ひさごのいる櫓にたどり着き、どうやって櫓に入るか思案していると天守が不自然に爆発して中から侍が飛び出してくる。その隙に三人は櫓に入りひさごと常世に呪文を唱える。三人に気づいたひさごは全員にねぎらいの言葉をかけ、蝉は自分のような得体の知れない忍びまでねぎらってくれた事に感激する。風太郎はひさごにねねから頼まれた物が入った袋を渡す。中身について自分の口から説明することができなかったが、ひさごは中身について承知しているようで、その対応を見た時、ひさごの人の好さとそれ故に戦で負けてしまう事を感じる。ひさごは常世に櫓を出て風太郎達と一緒に帰るように言うが、常世は最後までひさごに仕えたいと訴える。常世の心が既に伊賀にはない事を悟った時、蝉が常世はひさごの身を守るために、采女が大坂城に入れていた他の忍びを全て殺した事、そのため采女から常世を始末する命を受けてここまでついてきた事を話す。黒弓は常世に一緒に伊賀から逃げようと誘うが、常世は自分の意志でひさごに最後まで仕える事を選んだと黒弓の提案を断る。
ひさごにねねへの伝言を頼まれ、無力感を感じながら櫓から立ち去ろうとした時、突然隣の仕切りで赤子が泣き出す。常世に赤子とその母である侍女が連れてこられ、ひさごはあやしながら自分の子である事、落ち延びさせてあげたかったが叶わなかった事を語る。泣き止んだ赤子と目が合った時、不意に天王寺での焼き討ちの光景と芥下の言葉が甦り、無意識の内にひさごから赤子を受け取る。蝉もひさごが自分を人間として扱ってくれた事の恩返しとして、後で采女に処刑される事を承知で伊賀を裏切る事を決める。常世もひさごの命で赤子を背負う風太郎を助け城から脱出する事になる。黒弓は悩むがある理由から一緒に行けないと断る。黒弓は百と偶然大坂の町中で会い、伊賀を抜けた事を聞いて一緒に海外に逃げる約束をした事、戦が終わった後に祠のある槐で待ち合わせしている事、槐の下に貯えを隠した事を話し、風太郎たちもそこを目指し落ち合う約束をする。風太郎はもし百に再会できたら、まだ言えてなかった看病のお礼を言おうと思う。ひさごに別れを告げ黒弓が一足先に櫓を出るが、その時扉を開けた真田大助が術を破っていないはずの黒弓の動きに目を合わせたように見え不安になる。その後風太郎、蝉、常世が一気に櫓から飛び出し、赤子を救うための決死行が始まる。
櫓から飛び出した三人は二の丸に繋がる極楽橋を目指して走るが、櫓にいた間に月次組が周囲の松林を燃やしていたため極楽橋に近づく事ができない。仕方なく危険を承知で堀に飛び込み逃げる覚悟を決めるが、その時常世を激しく憎んでいる柳竹を始め五人の月次組が現れる。常世の決めた筋書きに従い時間稼ぎをして逃げる隙をうかがうが、怪しまれた柳竹達に取り囲まれてしまう。もう誤魔化せないと踏んだ蝉の指示によって、常世が柳竹に顔を晒したのを合図に常世と蝉が一気に斬りかかり、その間に風太郎は逃げる。柳竹以外の四人は常世の毒を仕込んだ刀や針によって瞬殺される。左手の指がほとんどなく刀の握れない柳竹は、火のついた分銅と鎖で繋がれた鎌で常世に襲いかかる。常世は帷子を着ていないため風太郎は心配するが、刀で分銅を弾くと柳竹の右手を斬り体を貫く。風太郎と蝉は常世の勝利を確信するが、柳竹は貫かれながらも何故か嬉しそうに分銅を握り自分の体に押し付ける。その瞬間轟音が鳴り響き、柳竹は常世を巻き込み自爆する。
常世の死を振り切り蝉と風太郎は赤子を守るために必死で逃げる。残菊達が気づく前に少しでも遠くに逃げようとするが、月次組の集団に囲まれてしまう。蝉は先ほどの常世の筋書きを続け残菊達が作り話を信じ刀を収めたため、蝉は風太郎に逃げる指示を出す。風太郎が一気に走り出し、蝉は集団相手に大立ち回りを演じ風太郎を逃がすための時間稼ぎをする。月次組は風太郎を追いかけようにも蝉に翻弄されてなかなか動く事ができないが、風太郎が一気に城壁を飛び越えようとした瞬間、隠れていた月次組の人間に地面に叩き落とされてしまう。とっさに体をひねって赤子を下敷きにしないようにうつ伏せで落ちるが、そのため胸の傷を強打してしまい痛みで動けなくなる。蝉も予想外の事態に一瞬隙ができ、その瞬間大量の毒針を打ち込まれてしまう。蝉は何とか持ちこたえるが、ふらついたところを琵琶に捕らえられ、顔の形が変わるほど殴られ両方の太ももを刺される。瀕死の蝉は琵琶に羽交い締めにされるが、琵琶が油断したところで毒を染みこませたらっきょうを口に放り込み棒手裏剣を喉に打ち込む。琵琶の腕から逃れた蝉は槍と刀で残菊に捨て身の攻撃を仕掛けるが、右腕を斬られ倒れこんだところで斬首される。
月次組に取り囲まれ残菊に刀を首に突きつけられ死ぬ覚悟を決めた時、術の完全に解けた黒弓が城壁の屋根に現れる。月次組が三人、黒弓を捕らえようと走りながら棒手裏剣を投げるが、黒弓はそれをかわすと三人に目がけて火薬玉を投げる。黒弓は風太郎を逃がそうとするが三人の内一人は動けなくなったものの死んでおらず、とっさに投げた刀が黒弓の脇に刺さる。予想外の事に呆然とする黒弓の喉に残菊の投げた刀が刺さり、動けなくなった黒弓は屋根から落ちてしまう。
残菊に「どうでもいい人間と引換にまた（月次組の人間が）死んだ」と言われ、怒りの余り我を忘れて残菊に飛びかかろうとするが、左の太ももを刺されてしまう。しかしそれによって忘れかけていた忍びの誇りを思い出し、残菊が刀を振り下ろし最も隙ができる瞬間に刺し違える事で赤子を守る事を決意する。残菊が高々と刀を振り上げ残菊を刺すタイミングを計っていた時、因心居士の声が聞こえ激しく燃え盛った天守閣が一気に崩れ落ちる。因心居士は餞別として煙幕の中に細い風の道を作り、そこから一気に走って逃げ堀に飛び込むよう風太郎に指示する。とっさに風太郎は道を走るが、その後ろから煙幕の中を月次組が複数追っかけてくる。因心居士は風太郎が無事に堀に飛び込んだら全て煙幕で覆うと言うが、もし追撃されたら赤子を守りながら戦う術がない事、月次組が生き残って徳川方に赤子の事を話す可能性を危惧した風太郎は、黒弓の火薬玉によってできた洞に赤子を隠すと因心居士に赤子が煙を吸わないように風を回してほしいと頼む。そしてめいいっぱい息を吸うと、残りの月次組を全て殺すために煙幕の中に飛び込む。
柘植屋敷の最後のような一寸先も見えぬ分厚い煙に覆われた中、全身の痛みによって異常な程感覚が研ぎ澄まされた風太郎は、月次組が自分に気づくより早く相手を見つけ次々に始末していく。残り四人になった時、左右から挟まれて毒針を打ち込まれ意識が遠のくが、自ら胸の傷を開き激痛に耐える事で意識を引き戻す。死んだ仲間の顔を思い浮かべ体勢を立て直している内に、毒針を打ち込んだ二人の肺が限界に達し煙を吸い込んで倒れる。残菊が風太郎を呼ぶ声が聞こえ、背後から襲おうとじりじりと迫っていると蝉の首につまづく。その時、残菊の声はもう一人の月次組が真似ている罠だと気づき、罠にかかったふりをして逆に残菊を罠にかけて襲いかかる。奇襲をかわされすかさず追撃するが、返り討ちにあい右腕を斬られてしまう。しかし煙の中に残菊の影を見つけ、口に小刀を咥えて体ごと突っ込む。残菊の振り上げた刀は左手に下げてるだけの刀に偶然当たって弾かれ、その瞬間口の小刀で残菊の首を切り裂く。残菊は自分がやられた事を信じられない表情で風太郎を見つめるが、程なくして倒れる。残菊の声を真似ていた男はお金で雇われた若い放下師で、忍びではない事を理由に命乞いをする。しかし赤子の秘密を知っている以上生かしておくわけにはいかず、一言謝ってから首を切り裂く。

### 終章
仲間全員を失い、自身も左足を刺され右腕を失いながらも全てに決着をつけた風太郎。因心居士に導かれて馬を見つけた風太郎は城を囲む兵の包囲網を突破し、何とか祠のある槐にたどり着く。意識が朦朧としながら槐にもたれかかっていると、百がいつの間にか立っていた。城から連れてきた赤子を守るために仲間全員が亡くなった事を話し、赤子の親になってほしいと百に赤子を託す。もう口もうまく回らないほど衰弱していたが、この説明で百は赤子の出自を把握する。百は赤子を受け取ると、いつの日か必ずここに一緒に来て命がけで赤子を守った人達の事を話すと約束する。風太郎は、ひさごとの約束を守れた事に満足し、また、芥下の約束を破ってしまった事を申し訳なく思いながら、最後に百の名を呼び、静かに目を閉じる。

## 主な登場人物

### 伊賀の人間
風太郎
伊賀の柘植屋敷で育てられた忍び。忍びの腕は決して良くないが、肺活量が誰よりも多いため過酷な修練を生き残る事ができた。柘植屋敷の火災から助かったのも、肺活量の多さゆえである。
黒弓
天川で生まれ育ち、一か月前に伊賀に来た忍び。父親は伊賀の忍びだったが、堺の商人に雇われ天川に渡った。父親が采女と旧知の仲である事から、伊賀で忍びをする事になった。硝石を扱う貿易船で働いていたため火薬の扱いに詳しいが、伊賀の忍びが使う忍び言葉は使えない。因心居士の術が効かない（その理由について因心居士は「言葉が違うから」と説明している）。伊賀を出た後は京や堺で商売に励む。商売に励んでお金を貯めているのにはある切実な理由がある。
蝉左右衛門
伊賀の忍び。風太郎とは犬猿の仲。刀は柘植屋敷でも一、二を争う腕前で、修練で風太郎は一度も蝉に勝てなかった。毒の耐性が非常に強い。
百市
伊賀の忍び。美人だが非常に悪賢い。体には柘植屋敷の火災で負った火傷痕がある。火災後は上野城の大奥で働く。
義左衛門
伊賀の元忍び。忍びにしては珍しく明るい性格の好々爺。
采女
伊賀の忍びの統括役。修練で怪我した子供の忍びをその場で殺すなど非常に冷酷であり、忍び達にとっては高虎よりも恐ろしい存在である。
藤堂高虎
四年前に伊予から国替えで伊賀上野の城主になった。築城の名手として有名である。現在では数少なくなった忍びを使う大名。

### 京都の人間
瓢六
産寧坂でひょうたん屋を営む。店の屋号も瓢六である。
芥下
瓢六で働く娘。背が低く一見子供のように見える。
ねね
豊臣秀吉の正室。秀吉亡き後は高台寺で隠居生活をしている。
左門
ねねの警護。剣の達人。
残菊
徳川方の忍びである月次組の頭領。刀の持ち方が逆手である。非常に冷酷な性格。
琵琶
月次組の副頭領。坊主頭。
柳竹
月次組。痩せていて骨張った顔立ち。祇園祭で常世に左手の指を全て斬り払われる。

### 大阪の人間
常世
采女の命により女装して大坂城の大奥で働く伊賀の忍び。毒の調合で右に出るものはいない。刀の腕前もかなりのものである。黒弓が一目ぼれするほどの美人。
ひさご
今まで一度しか京の町に出たことがないという二十歳の貴人。背が高く非常にふくよかな体格。常世や風太郎の警護の元で祇園祭に行く。幼い頃に虎を自宅で買っていた、祇園祭では京でも特に高い宿に泊まるなど、身分の高さは相当なものである。
孫兵衛
堺戎屋の店主で伊賀の忍び。戎顔。

### その他
因心居士
この世のものではない存在。風太郎にある術を仕掛け、自分の声を聞かせるようにする。あるひょうたんに取り憑いている。
果心居士
元々は因心居士と同じひょうたんに収まり、天竺から天川を経て日本まで二千年近くかけてやってきた。日本に着いた後で因心居士とは別のひょうたんに収まる。秀吉に術を見せ気に入られる。豊臣家繁栄のため、ねねによってひょうたんの中に閉じ込められてしまい、三十年もの間豊臣家の馬印になっていた。

## 用語解説
柘植屋敷
織田信長に伊賀を壊滅させられた後に作られた忍び養成施設。捨て子などを集めて住まわせ、日々過酷な修練を行っていた。風太郎は捨て子で物心ついた時からここで育てられた。その頃蝉や百など大勢の同年代の子供が連れてこられたが、蝉、百、常世以外は修練の最中に事故死したり、逃亡しようとして捕らえられ采女に処刑された。出来の悪い忍びは「表六」と呼ばれ、表六と呼ばれた忍びは風太郎以外の全員が修練中に亡くなっている。
三ヶ月前に爆薬庫の火災事故が起き、その時に屋敷全てが焼け落ちる。珍しく宴が行われた後の深夜の事故だったため、たまたま気がついて自力で脱出した風太郎と蝉、村人に救出された百、既に大坂城の大奥に勤めていた常世以外の屋敷の人間は全員死んでしまった。
萬屋
京都の瓢六、堺の戎屋など、一見普通の商店だが実は伊賀の諜報機関。忍びを引退した者の仕事先でもある。